# Шумейко, Николай Артемьевич
 Никола́й Арте́мьевич Шуме́йко  (15 декабря 1921 — 7 июля 1993) — командир дивизиона 1220-го гаубичного артиллерийского полка (58-я гаубичная артиллерийская бригада, 18-я артиллерийская дивизия, 65-я армия, 2-й Белорусский фронт). Подполковник. Герой Советского Союза.

## Биография
Родился 15 декабря 1921 года в деревне Шатилово в крестьянской семье. Украинец. Учился в Славгородской сельской школе. Окончил два курса Сумского химико-технологического техникума. В марте 1939 года призван в Красную Армию Русско-Бродским РВК Орловской области. В 1941 году окончил Смоленское артиллерийское училище.

#### Великая Отечественная война
С августа 1941 года воевал на Западном, с июня 1942 года — на Северо-Кавказском, с июля 1943 года — Ленинградском, с октября 1944 года — на 2-м Белорусском фронтах.
Командир дивизиона 1220-го гаубичного артиллерийского полка капитан Шумейко особо отличился в Висло-Одерской операции в боях по удержанию плацдарма на правом берегу реки Висла. 29 января 1945 года Шумейко, находясь в передовых рядах пехоты 47-го стрелкового полка, своевременно вызывал огонь дивизиона на отражение контратак противника. Когда противник предпринял крупную контратаку с направлений Михелау, ворвавшись в боевые порядки 47-го стрелкового полка, командир Шумейко, находясь в кольце вражеских танков и самоходных орудий, вызвал огонь дивизиона на себя, корректируя каждый залп дивизиона — подбил два самоходных орудия и один танк противника. Благодаря героизму, умелому артиллерийскому обеспечению участок плацдарма, занимаемый подразделениями 47-го стрелкового полка, был удержан.
Указом Президиума Верховного Совета СССР от 10 апреля 1945 года капитану Шумейко Николаю Артемьевичу присвоено звание Героя Советского Союза с вручением ордена Ленина и медали «Золотая Звезда».

#### Послевоенное время
После войны продолжил службу в армии. В 1955 году окончил Центральные артиллерийские курсы. С 1959 года подполковник Шумейко — в запасе. Жил и работал в городе Ейске Краснодарского края.

## Награды
- Медаль «Золотая Звезда» (10.04.1945)[2];
- орден Ленина (10.04.1945);
- орден Отечественной войны 1-й степени (11.03.1985)[3]
- орден Отечественной войны 2-й степени (05.02.1945)[4];
- два ордена Красной Звезды (28.03.1944[5]; ?);
- медаль «За оборону Ленинграда»;
- другие медали.

## Память
- В посёлке Краснополье Сумской области на Аллее Героев установлена памятная доска.
- В селе Славгород Краснопольского района на здании школы, в которой учился Герой Советского Союза Н. А. Шумейко, установлена мемориальная доска.